# Dino Martinović
Dino Martinović (Karlovac, 20 luglio 1990) è un calciatore croato naturalizzato sloveno, centrocampista svincolato.

## Carriera

### Club
Ha giocato nella prima divisione slovena, in quella bulgara ed in quella kazaka; con la maglia del Gorica ha inoltre giocato una partita nei turni preliminari di Europa League.
Nell'estate del 2021 firma per il Forum Julii di Cividale del Friuli, compagine militante nella Promozione friulana.
Un anno dopo passa alla Juventina S. Andrea di Gorizia, squadra neopromossa nell'Eccellenza Friuli-Venezia Giulia.

### Nazionale
Ha giocato nella nazionale slovena Under-17.